# Tóth Lajos (katona)
Tóth Lajos (1922. december 13. – 2012. november 1.) katonatiszt, a Zrínyi Miklós Katonai Akadémia parancsnoka (1969–1975), varsói katonai és légügyi attasé (1975–1982).

## Élete
A „Magasabb parancsnoki tanfolyam” elvégzése után, az akkor felállított Honvéd Akadémia parancsnokának tanulmányi helyettese. A moszkvai „Vorosilov” Vezérkari Akadémiáról hazatérve, az 1954–69-es években a Magyar Néphadsereg vezérkarának szervezési és mozgósítási, ezt követően a Vezérkar Hadműveleti Csoportfőnökség parancsnoka 1957 és 1959 között, megbízott vezérkari főnök 1957 és 1961 között, majd a vezérkari főnök általános helyettese 1969-ig. 1957 őszén nevezik ki vezérőrnaggyá. 1969 és 1975 között a Zrínyi Miklós Katonai Akadémia parancsnoka, s mint ilyen, az első valóban korszerű akadémiai reform elindítója. A Zrínyi Miklós Nemzetvédelmi Egyetem (ZMNE) Pro Militum Artibus kitüntetettje, a ZMNE Tiszteletbeli Doktora (Doctor Honoris Causa).